# Marizza, genannt die Schmugglermadonna
Marizza, genannt die Schmugglermadonna ist ein deutsches Filmdrama von Friedrich Wilhelm Murnau aus dem Jahre 1921.

## Handlung
Die eigentliche Aufgabe der schönen Marizza, die für eine Schmugglerin in einem Kartoffelfeld arbeitet, ist die Grenzsoldaten von deren Arbeit abzuhalten. Da sie dieses Lebens überdrüssig ist, versucht sie ein neues Leben auf dem Landgut von Frau Avricolos zu beginnen. Dort wird sie aber weggejagt, nachdem sie ein Verhältnis mit Christo begonnen hat. Sie flieht mit dem in sie verliebten Antonio. Nachdem sie Christos Kind entbunden hat, arbeitet sie wieder für die Schmugglerin. Der eifersüchtige Antonio beginnt einen Kampf mit einem Grenzsoldaten. Marizza, die hinzukommt, tötet den Grenzsoldaten. Antonio nimmt die Tat auf sich. Währenddessen geht die Hütte, in der Marizza ihr Kind gelassen hat, in Flammen auf. Christo rettet beide in letzter Sekunde.

## Hintergrund
Das Drehbuch von Hans Janowitz basiert auf dem Manuskript „Grüne Augen“ von Wolfgang Geiger, für die Bauten war Heinrich Richter zuständig. Produziert wurde er von der Helios-Film Berlin, gedreht wurde im Jofa-Atelier in Johannisthal im Oktober 1920. Die Reichsfilmzensur erteilte dem Film am 16. Juli 1921 ein Jugendverbot (Nr. 3761). Der Film hatte eine Länge von fünf Akten auf insgesamt 1735 Metern (ca. 95 Minuten). Er lief auch unter dem Titel Die Schmugglermadonna bzw. Das schöne Tier. Mit dem Film wurden die Johann-Georg-Lichtspiele, Berlin-Halensee, Johann-Georg-Straße 19, eröffnet. Murnau wohnte zu dieser Zeit in unmittelbarer Nähe des Kinos, in der Johann-Georg-Straße 21–22.
Der Film galt lange Zeit als verschollen. Wie der Filmhistoriker Olaf Brill auf seiner Seite filmhistoriker.de meldete, wurde jedoch 2010 ein Fragment des Filmes, welches sich im Besitze eines italienischen Sammlers befand, aufgefunden und restauriert. Es wurde im Oktober des Jahres auf dem Stummfilmfestival in Pordenone zum ersten Mal öffentlich vorgeführt. Diese italienische Fassung wurde 1970 entdeckt und von einem römischen Museum erworben und 2008 an das Nationale Filmarchiv übergeben.

## Rezeption
Nach Lotte Eisner ist dieser Film ein Vorgriff auf „die Leuchtkraft, die schattenschwere Atmosphäre von Murnaus bäuerlichen Kammerspielfilmen“ wie Der brennende Acker, Die Austreibung und Sunrise.